# Lijst van wereldkampioenen koppelkoers
Het onderdeel koppelkoers (ook wel madison of ploegkoers genoemd) staat sinds 1995 op het programma van de wereldkampioenschappen baanwielrennen. Sinds 2017 wordt er ook een vrouwencompetitie gehouden.

## Medaillewinnaars

### Mannen
| Jaar | Plaats      | Goud                               | Zilver                                  | Brons                                   |
| 2024 | Ballerup    | Roger Kluge Tim Torn Teutenberg    | Fabio Van Den Bossche Lindsay De Vylder | Niklas Larsen Michael Mørkøv            |
| 2023 | Glasgow     | Jan-Willem van Schip Yoeri Havik   | Mark Stewart Oliver Wood                | Aaron Gate Campbell Stewart             |
| 2022 | Parijs      | Benjamin Thomas Donavan Grondin    | Ethan Hayter Oliver Wood                | Fabio Van Den Bossche Lindsay De Vylder |
| 2021 | Roubaix     | Lasse Norman Hansen Michael Mørkøv | Simone Consonni Michele Scartezzini     | Kenny De Ketele Robbe Ghys              |
| 2020 | Berlijn     | Lasse Norman Hansen Michael Mørkøv | Campbell Stewart Aaron Gate             | Roger Kluge Theo Reinhardt              |
| 2019 | Pruszków    | Roger Kluge Theo Reinhardt         | Lasse Norman Hansen Casper von Folsach  | Kenny De Ketele Robbe Ghys              |
| 2018 | Apeldoorn   | Roger Kluge Theo Reinhardt         | Sebastián Mora Albert Torres            | Cameron Meyer Callum Scotson            |
| 2017 | Hongkong    | Benjamin Thomas Morgan Kneisky     | Cameron Meyer Callum Scotson            | Moreno De Pauw Kenny De Ketele          |
| 2016 | Londen      | Mark Cavendish Bradley Wiggins     | Benjamin Thomas Morgan Kneisky          | Sebastián Mora Albert Torres            |
| 2015 | Parijs      | Bryan Coquard Morgan Kneisky       | Liam Bertazzo Elia Viviani              | Jasper De Buyst Otto Vergaerde          |
| 2014 | Cali        | David Muntaner Albert Torres       | Martin Blàha Vojtěch Hačecký            | Stefan Küng Théry Schir                 |
| 2013 | Minsk       | Vivien Brisse Morgan Kneisky       | David Muntaner Albert Torres            | Henning Bommel Theo Reinhardt           |
| 2012 | Melbourne   | Kenny De Ketele Gijs Van Hoecke    | Ben Swift Geraint Thomas                | Leigh Howard Cameron Meyer              |
| 2011 | Apeldoorn   | Leigh Howard Cameron Meyer         | Martin Bláha Jiří Hochmann              | Peter Schep Theo Bos                    |
| 2010 | Kopenhagen  | Leigh Howard Cameron Meyer         | Morgan Kneisky Christophe Riblon        | Ingmar De Poortere Steve Schets         |
| 2009 | Pruszków    | Michael Mørkøv Alex Rasmussen      | Leigh Howard Cameron Meyer              | Martin Blaha Jiří Hochmann              |
| 2008 | Manchester  | Bradley Wiggins Mark Cavendish     | Olaf Pollack Roger Kluge                | Michael Mørkøv Alex Rasmussen           |
| 2007 | Palma       | Franco Marvulli Bruno Risi         | Peter Schep Danny Stam                  | Alois Kaňkovský Petr Lazar              |
| 2006 | Bordeaux    | Isaac Gálvez Joan Llaneras         | Lyobomyr Polataiko Volodymyr Rybin      | Juan Esteban Curuchet Walter Pérez      |
| 2005 | Los Angeles | Mark Cavendish Robert Hayles       | Robert Slippens Danny Stam              | Matthew Gilmore Iljo Keisse             |
| 2004 | Melbourne   | Juan Esteban Curuchet Walter Pérez | Bruno Risi Franco Marvulli              | Robert Slippens Danny Stam              |
| 2003 | Stuttgart   | Bruno Risi Franco Marvulli         | Greg Henderson Hayden Roulston          | Juan Esteban Curuchet Walter Pérez      |
| 2002 | Kopenhagen  | Jérôme Neuville Franck Perque      | Roland Garber Franz Stocher             | Edgardo Simón Juan Esteban Curuchet     |
| 2001 | Antwerpen   | Jérôme Neuville Robert Sassone     | Juan Llaneras Isaac Gálvez              | Gabriel Curuchet Juan Esteban Curuchet  |
| 2000 | Manchester  | Eric Weispfennig Stefan Steinweg   | Juan Llaneras Isaac Gálvez              | Edgardo Simón Juan Esteban Curuchet     |
| 1999 | Berlijn     | Juan Llaneras Isaac Gálvez         | Jimmi Madsen Jakob Piil                 | Andreas Kappes Olaf Pollack             |
| 1998 | Bordeaux    | Etienne De Wilde Matthew Gilmore   | Silvio Martinello Andrea Colinelli      | Andreas Kappes Stefan Steinweg          |
| 1997 | Perth       | Juan Llaneras Miguel Alzamora      | Silvio Martinello Marco Villa           | Gabriel Curuchet Juan Esteban Curuchet  |
| 1996 | Manchester  | Silvio Martinello Marco Villa      | Scott McGrory Stephen Pate              | Andreas Kappes Carsten Wolf             |
| 1995 | Bogota      | Silvio Martinello Marco Villa      | Gabriel Curuchet Juan Esteban Curuchet  | Kurt Betschart Bruno Risi               |

| Succesvolste                                                                                         | Succesvolste | Meervoudige | Meervoudige |
| --- | --- | --- | --- |
| 3-2-0 Joan Llaneras 3-2-0 Morgan Kneisky 3-1-1 Roger Kluge 3-0-2 Michael Mørkøv 3-0-0 Mark Cavendish | 2-2-2 Cameron Meyer 2-2-0 Silvio Martinello 2-2-0 Isaac Gálvez 2-1-1 Bruno Risi 2-1-1 Leigh Howard 2-1-0 Benjamin Thomas 2-1-0 Marco Villa 2-1-0 Franco Marvulli 2-1-0 Lasse Norman Hansen 2-0-2 Theo Reinhardt 2-0-0 Jérôme Neuville 2-0-0 Bradley Wiggins | 1-2-1 Albert Torres 1-1-6 Juan Esteban Curuchet 1-1-0 David Muntaner 1-0-3 Kenny De Ketele 1-0-2 Walter Pérez 1-0-1 Stefan Steinweg 1-0-1 Matthew Gilmore 1-0-1 Alex Rasmussen | 0-2-1 Danny Stam 0-2-1 Martin Blàha 0-2-0 Oliver Wood 0-1-2 Gabriel Curuchet 0-1-1 Robert Slippens 0-1-1 Olaf Pollack 0-1-1 Jiří Hochmann 0-1-1 Peter Schep 0-1-1 Callum Scotson 0-1-1 Sebastián Mora 0-1-1 Fabio Van Den Bossche 0-1-1 Lindsay De Vylder 0-0-3 Andreas Kappes 0-0-2 Edgardo Simón 0-0-2 Robbe Ghys |

### Vrouwen

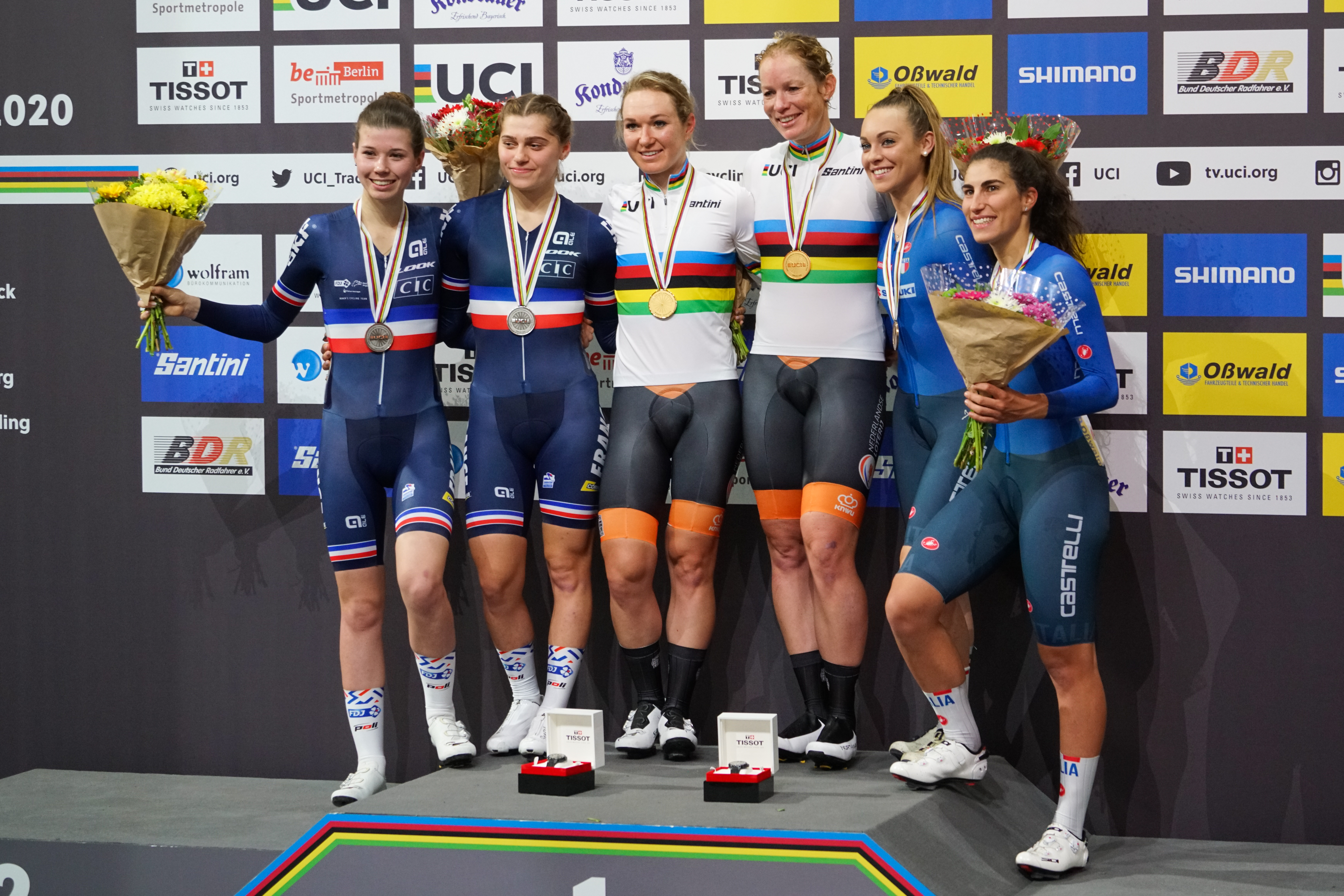
Het podium in 2020. V.l.n.r. Marie Le Net & Clara Copponi, Amy Pieters & Kirsten Wild, Letizia Paternoster & Elisa Balsamo.

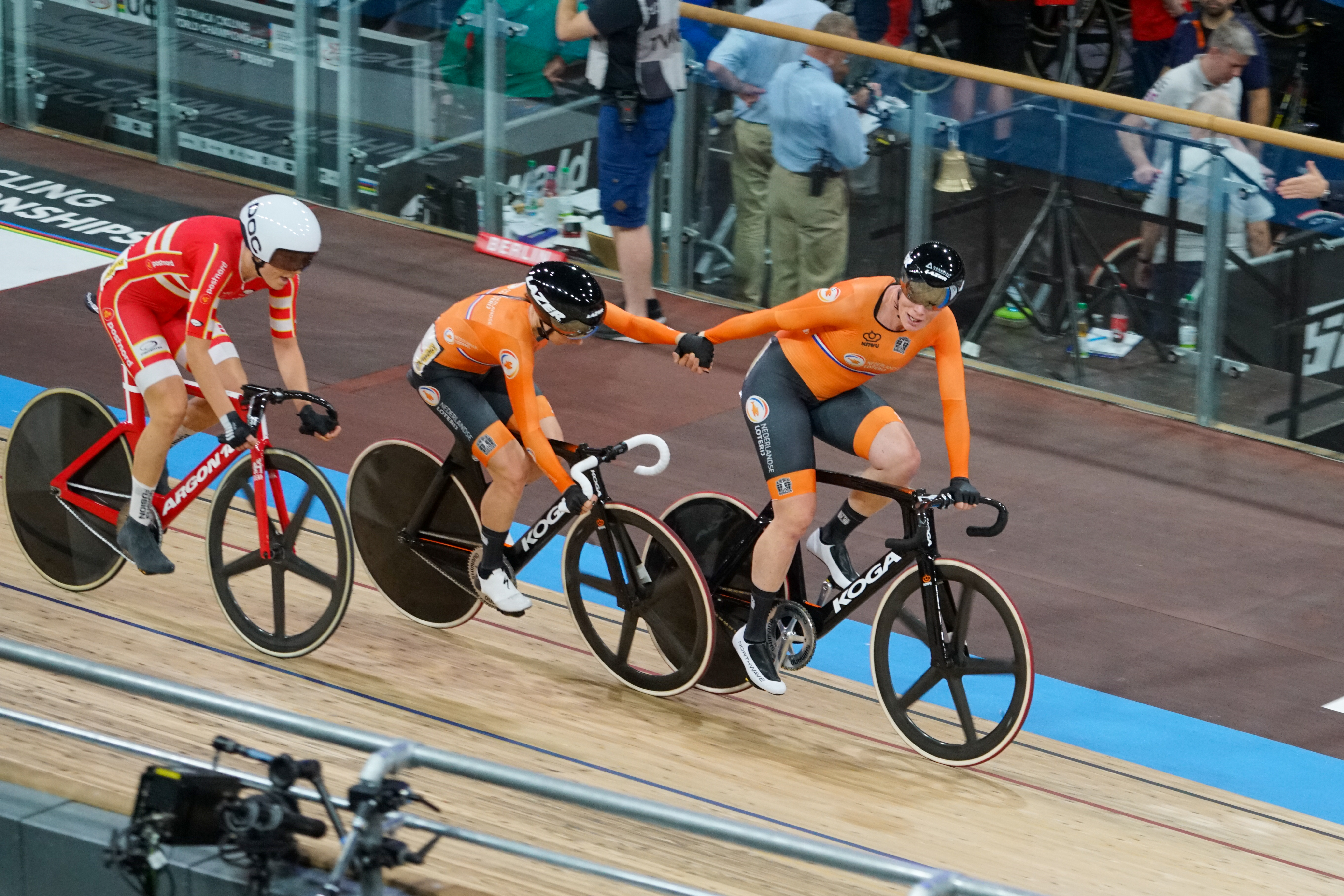
Amy Pieters & Kirsten Wild lossen af

| Jaar | Plaats    | Goud                                | Zilver                         | Brons                                         |
| 2024 | Ballerup  | Amalie Dideriksen Julie Norman Leth | Victoire Berteau Marion Borras | Katie Archibald Neah Evans                    |
| 2023 | Glasgow   | Elinor Barker Neah Evans            | Alexandra Manly Georgia Baker  | Clara Copponi Victoire Berteau                |
| 2022 | Parijs    | Shari Bossuyt Lotte Kopecky         | Clara Copponi Valentine Fortin | Amalie Dideriksen Julie Leth                  |
| 2021 | Roubaix   | Amy Pieters Kirsten Wild            | Clara Copponi Marie Le Net     | Katie Archibald Neah Evans                    |
| 2020 | Berlijn   | Amy Pieters Kirsten Wild            | Clara Copponi Marie Le Net     | Elisa Balsamo Letizia Paternoster             |
| 2019 | Pruszków  | Amy Pieters Kirsten Wild            | Amy Cure Georgia Baker         | Amalie Dideriksen Julie Leth                  |
| 2018 | Apeldoorn | Katie Archibald Emily Nelson        | Amy Pieters Kirsten Wild       | Maria Giulia Confalonieri Letizia Paternoster |
| 2017 | Hongkong  | Jolien D'Hoore Lotte Kopecky        | Elinor Barker Emily Nelson     | Amy Cure Alexandra Manly                      |

| Succesvolste                                                                                    | Succesvolste                                                                    | Meervoudige | Meervoudige               |
| ----------------------------------------------------------------------------------------------- | ------------------------------------------------------------------------------- | --- | ------------------------- |
| 3-1-0 Amy Pieters 3-1-0 Kirsten Wild 2-0-0 Lotte Kopecky 2-0-1 Katie Archibald 2-0-1 Neah Evans | 1-1-0 Emily Nelson 1-1-0 Elinor Barker 1-0-2 Amalie Dideriksen 1-0-2 Julie Leth | 0-3-1 Clara Copponi 0-2-0 Marie Le Net 0-2-0 Georgia Baker 0-1-1 Alexandra Manly 0-1-1 Amy Cure 0-1-1 Victoire Berteau | 0-0-2 Letizia Paternoster |

## Medaillespiegel

### Mannen
| Plaats | Land                | Goud | Zilver | Brons | Totaal |
| 1      | Frankrijk           | 6    | 2      | 0     | 8      |
| 2      | Spanje              | 4    | 4      | 1     | 9      |
| 3      | Duitsland           | 4    | 1      | 5     | 10     |
| 4      | Verenigd Koninkrijk | 3    | 3      | 0     | 6      |
| 5      | Denemarken          | 3    | 2      | 2     | 7      |
| 6      | Italië              | 2    | 4      | 0     | 6      |
| 7      | Australië           | 2    | 3      | 2     | 7      |
| 8      | België              | 2    | 1      | 7     | 10     |
| 9      | Zwitserland         | 2    | 1      | 2     | 5      |
| 10     | Nederland           | 1    | 2      | 2     | 5      |
| 11     | Argentinië          | 1    | 1      | 6     | 8      |
| 12     | Tsjechië            | 0    | 2      | 2     | 4      |
| 13     | Nieuw-Zeeland       | 0    | 2      | 1     | 3      |
| 14     | Oostenrijk          | 0    | 1      | 0     | 1      |
| 15     | Oekraïne            | 0    | 1      | 0     | 1      |
| Totaal | Totaal              | 30   | 30     | 30    | 90     |

### Vrouwen
| Plaats | Land                | Goud | Zilver | Brons | Totaal |
| 1      | Nederland           | 3    | 1      | 0     | 4      |
| 2      | Verenigd Koninkrijk | 2    | 1      | 2     | 5      |
| 3      | België              | 2    | 0      | 0     | 2      |
| 4      | Denemarken          | 1    | 0      | 2     | 3      |
| 5      | Frankrijk           | 0    | 4      | 1     | 5      |
| 6      | Australië           | 0    | 2      | 1     | 3      |
| 7      | Italië              | 0    | 0      | 2     | 2      |
| Totaal | Totaal              | 8    | 8      | 8     | 24     |

(Bijgewerkt t/m WK 2024)
Edities

1893 ·
1894 ·
1895 ·
1896 ·
1897 ·
1898 ·
1899 ·
1900 ·
1901 ·
1902 ·
1903 ·
1904 ·
1905 ·
1906 ·
1907 ·
1908 ·
1909 ·
1910 ·
1911 ·
1912 ·
1913 ·
1914 ·
1915 · 1916 · 1917 · 1918 · 1919 ·
1920 ·
1921 ·
1922 ·
1923 ·
1924 ·
1925 ·
1926 ·
1927 ·
1928 ·
1929 ·
1930 ·
1931 ·
1932 ·
1933 ·
1934 ·
1935 ·
1936 ·
1937 ·
1938 ·
1939 ·
1940 · 1941 · 1942 · 1943 · 1944 · 1945 ·
1946 ·
1947 ·
1948 ·
1949 ·
1950 ·
1951 ·
1952 ·
1953 ·
1954 ·
1955 ·
1956 ·
1957 ·
1958 ·
1959 ·
1960 ·
1961 ·
1962 ·
1963 ·
1964 ·
1965 ·
1966 ·
1967 ·
1968 ·
1969 ·
1970 ·
1971 ·
1972 ·
1973 ·
1974 ·
1975 ·
1976 ·
1977 ·
1978 ·
1979 ·
1980 ·
1981 ·
1982 ·
1983 ·
1984 ·
1985 ·
1986 ·
1987 ·
1988 ·
1989 ·
1990 ·
1991 ·
1992 ·
1993 ·
1994 ·
1995 ·
1996 ·
1997 ·
1998 ·
1999 ·
2000 ·
2001 ·
2002 ·
2003 ·
2004 ·
2005 ·
2006 ·
2007 ·
2008 ·
2009 ·
2010 ·
2011 ·
2012 · 
2013 · 
2014 · 
2015 · 
2016 · 
2017 · 
2018 · 
2019 · 
2020 · 
2021 · 
2022 · 
2023 ·
2024 ·
2025 ·

Onderdelen

Achtervolging (individueel) · 
afvalkoers · 
keirin · 
koppelkoers · 
omnium · 
ploegenachtervolging · 
puntenkoers · 
scratch · 
sprint · 
teamsprint ·  
tijdrijden

Voormalig:
stayeren ·
tandem